# Belarus la Concursul Muzical Eurovision Junior
Belarus a participat la Concursul Muzical Eurovision Junior încă din 2003, participând apoi în fiecare an până în 2020. Această țară a reușit să adune 2 victorii, în 2005 și în 2007. Cel mai prost rezultat al țări a fost locul 14 în 2004.
Belarus a găzduit Concursul Muzical Eurovision 2010 si 2018, în interiorul Arenei din Minsk, capitala statului. Interesul pentru acest concurs este foarte ridicat în această țară.  In 2020,Belarus a participat pentru ultima dată ,Ebu eliminad BTRC din concurs pentru totdeauna.

## Rezultate

#### Legendă:
Câștigător
     Locul al doilea
     Locul al treilea
     Ultimul loc
| Anul | Gazda       | Artist                                | Titlu                                       | Poziție | Puncte |
| ---- | ----------- | ------------------------------------- | ------------------------------------------- | ------- | ------ |
| 2003 | Copenhaga   | Volha Satsiuk & Katsiaryna Lipouskaya | "Tantsui" (Танцуй)                          | 4       | 103    |
| 2004 | Lillehammer | Yahor Vauchok                         | "Spjavajce sa mnoj" (Спявайце са мной)      | 14      | 9      |
| 2005 | Hasselt     | Ksenia Sitnik                         | "My vmeste" (Мы вместе)                     | 1       | 149    |
| 2006 | București   | Andrey Kunets                         | "Novyi den" (Новый день)                    | 2       | 129    |
| 2007 | Rotterdam   | Alexey Zhigalkovich                   | "S druz'yami" (С друзьями)                  | 1       | 137    |
| 2008 | Limassol    | Dasha, Alina & Karyna                 | "Sertse Belarusi" (Сердце Беларуси)         | 6       | 86     |
| 2009 | Kiev        | Yuriy Demidovich                      | "Volshebniy krolik" (Волшебный кролик)      | 9       | 48     |
| 2010 | Minsk       | Daniil Kozlov                         | "Muzyki svet" (Музыки свет)                 | 5       | 85     |
| 2011 | Erevan      | Lidia Zablotskaya                     | "Angely dobra" (Ангелы добра)               | 3       | 99     |
| 2012 | Amsterdam   | Egor Zheshko                          | "A more-more" (А море-море)                 | 9       | 56     |
| 2013 | Kiev        | Ilya Volkov                           | "Poy so mnoy" (Пой со мной)                 | 3       | 108    |
| 2014 | Marsa       | Nadezhda Misyakova                    | Sokol (Cokol)                               | 7       | 71     |
| 2015 | Sofia       | Ruslan Aslanov                        | "Volshebstvo (Magic)"                       | 4       | 105    |
| 2016 | Valletta    | Alexander Minyonok                    | "Muzyka moikh pobed (Music is My Only Way)" | 7       | 177    |
| 2017 | Tbilisi     | Helena Meraai                         | "I Am the One"                              | 5       | 149    |
| 2018 | Minsk       | Daniel Yastremski                     | "Time"                                      | 11      | 114    |
| 2019 | Gliwice     | Liza Misnikova                        | "Pepenly (Ashen)"                           | 11      | 92     |
| 2020 | Varșovia    | Arina Pehtereva                       | "Aliens"                                    | 5       | 130    |

## Istoria voturilor (2003-2013)
| Pozitie | Țară          | Puncte |
| ------- | ------------- | ------ |
| 1       | Rusia         | 79     |
| 2       | Ucraina       | 40     |
| 3       | Georgia       | 34     |
| 4       | Armenia       | 33     |
| 5       | Țările de Jos | 31     |

| Pozitie | Țară                | Puncte |
| ------- | ------------------- | ------ |
| 1       | Rusia               | 72     |
| 2       | Malta               | 52     |
| 3       | Republica Macedonia | 51     |
| 4       | Ucraina             | 50     |
| 5       | România             | 46     |

## Gazdă
| An   | Oraș  | Locație     | Prezentatori                                        | Data finalei      | Piesa câștigătoare              |
| ---- | ----- | ----------- | --------------------------------------------------- | ----------------- | ------------------------------- |
| 2010 | Minsk | Minsk-Arena | Denis Kourian, Leila Ismailova                      | 20 noiembrie 2010 | Armenia - "Mama"                |
| 2018 | Minsk | Minsk-Arena | Evgeny Perlin, Zinaida Kupriyanovich, Helena Meraai | 25 noiembrie 2019 | Polonia - "Anyone I Want to Be" |